# جنگ جریان‌ها
در عصر جنگ جریان‌ها در اواخر دهه ۱۸۸۰ جرج وستینگهاوس و توماس ادیسون با هم دشمن شدند. به خاطر توفیق ادیسون در استفاده از جریان مستقیم برای توزیع توان الکتریکی به جریان متناوب که از سوی چندین شرکت اروپایی حمایت می‌شد. وستینگهاوس الکتریک در پیتسبورگ، پنسیلوانیا واقع شده بود.
جنگ جریان‌ها از دیدگاه برخی مورخان علمی از بزرگ‌ترین جنگ‌های طول تاریخ علم محسوب می‌شود که در یک جبههٔ آن نیکولا تسلا و جریان متناوب (AC) و در جبههٔ دیگر توماس ادیسون و جریان مستقیم (DC) قرار داشت. برای تصمیم‌گیری دربارهٔ اینکه تکنولوژی در آینده باید از کدام یک از این جریان‌ها استفاده کنند، اجلاسی برگزار شد که جنگ جریان‌ها نام گرفت و توماس ادیسون با وجود قدرت رسانه‌ای و مالی که در اختیار داشت، در این نبرد شکست خورد و  مخترع بزرگ صربستانی ، یعنی نیکولا تسلا به این دلیل که جریان AC برخلاف جریان مستقیم قابلیت تبدیل ولتاژ داشت و همچنین دلایل اقتصادی دیگر پیروز این میدان شد …

## سابقه
در طول اولین سالهای توزیع برق جریان مستقیم ادیسون استاندارد آمریکا بود. جریان مستقیم به خوبی با لامپ‌های رشته‌ای، که بار اصلی شبکه برق آن روزها بود، و موتورها کار می‌کرد. سیستم جریان مستقیم می‌توانست به‌طور مستقیم توسط باتری‌ها ذخیره شود که به هنگام وقفه مولد منبع با ارزشی بودند. مولدهای جریان مستقیم به راحتی می‌توانستند موازی شوند. ادیسون دستگاهی برای اندازه‌گیری میزان مصرف مصرف‌کنندگان و پرداخت قبض ساخته بود که فقط برای جریان DC کار می‌کرد. در سیستم جریان DC استفاده از موتور AC تعریف نشده بود. بازده تبدیل از اولین ترانسفورماتور هسته‌ای دو قطبی باز بسیار کم بود. سیستم‌های AC اولیه از سیستم توزیع توان با اتصال سری استفاده می‌کردند که نقص ذاتی داشت و خاموشی یک چراغ منجر به خاموشی دیگر اتصالات در آن مدار می‌شد؛ که سیستم DC این مشکلات را نداشت.

## مطالعات بیشتر
- Berton, Pierre (1997). Niagara: a history of the Falls. New York: Kodansha International.
- Beyer, Rick (2003). The greatest stories never told: 100 tales from history to astonish, bewilder, & stupefy. New York: HarperResource. Pages 122 - 123.
- Bordeau, Sanford P. (1982). Volts to Hertz—the rise of electricity: from the compass to the radio through the works of sixteen great men of science whose names are used in measuring electricity and magnetism. Minneapolis, Minn: Burgess Pub. Co.
- Brandon, Craig (1999). The Electric Chair: An Unnatural American History. Jefferson, N.C. : McFarland & Co.
- Brands, Henry William (1995). The reckless decade: America in the 1890s. New York: St. Martin's Press.
- Cheney, Margaret, Uth, Robert, & Glenn, Jim (1999). Tesla, master of lightning. New York: MetroBooks.
- Conot, Robert, A Streak of Luck: The Life and Legend of Thomas Alva Edison. New York: Seaview Books,
- Dobson, K. , & Roberts, M. D. (2002). Physics: teacher resource pack. Cheltenham: Nelson Thornes.
- Dommermuth-Costa, C. (1994). Nikola Tesla: a spark of genius. Minneapolis: Lerner Publications Co.
- Edquist, Charles, Hommen, Leif, & Tsipouri, Lena J. (2000). Public technology procurement and innovation. Economics of science, technology, and innovation, v. 16. Boston: Kluwer Academic.
- The Electrical Engineer, "A new system of alternating current motors and transformers". (1884). London: Biggs & Co. Pages 568 - 572.
- The Electrical Engineer, "Practical electrical problems at Chicago". (1884). London: Biggs & Co. Pages 458 - 459, 484 - 485, and 489 - 490.
- Foster, Abram John (1979). The coming of the electrical age to the United States. New York: Arno Press.
- Mats Fridlund & Helmut Maier, The second battle of the currents: a comparative study of engineering nationalism in German and Swedish electric power, 1921-1961.
- Hughes, Thomas Parke (1983). Networks of power: electrification in Western society, 1880-1930. Baltimore: Johns Hopkins University Press.
- Tom McNichol AC/DC: the savage tale of the first standards war,John Wiley and Sons, 2006 ISBN 0-7879-8267-9
- Munson, Richard (2005). From Edison to Enron: the business of power and what it means for the future of electricity. Westport, Conn: Praeger Publishers.
- Reynolds, Terry S. , and Bernstein, Theodore. “Edison and the Chair,” IEEE Technology and Society Magazine, March 1989, pp. 19–28.
- Seifer, Marc J. (1998). Wizard: the life and times of Nikola Tesla: biography of a genius. Secaucus, N.J. : Carol Pub.
- Silverberg, Robert, Light for the World, Edison and the Electric Power Industry. Princeton: Van Nostrand, 1967, pp. 229–243.
- Scholnick, Robert J. (1992). American literature and science. Lexington: University Press of Kentucky. Pages 157 - 171.
- Schurr, Sam H. , Burwell, Calvin C. , Devine, Warren D. , Sonenblum, Sidney (1990). Electricity in the American economy: agent of technological progress. Contributions in economics and economic history, no. 117. New York: Greenwood Press.
- Walker, James Blaine (1949). The epic of American industry. New York: Harper.
- Westinghouse Electric Corporation, "Electric power transmission patents; Tesla polyphase system. (Transmission of power; polyphase system; Tesla patents)
- Westinghouse Electric & Manufacturing Company, Collection of Westinghouse Electric and Manufacturing Company contracts, Pittsburgh, Pa.